# Florin Georgescu
Florin Georgescu (n. 25 noiembrie 1953, București) este un economist și om politic român, care a îndeplinit funcțiile de deputat și ministru al finanțelor (1992-1996). Din 7 mai 2012 până în 21 decembrie 2012 a fost ministru al finanțelor în Guvernul Ponta (1).

## Biografie
Florin Georgescu s-a născut la data de 25 noiembrie 1953, în municipiul București. A absolvit cursurile Facultății de Finanțe și Contabilitate din cadrul A.S.E. București în anul 1976, ca șef de promoție, urmând apoi cursul postuniversitar în management financiar al University of Missouri Kansas City, ca bursier Fulbright Alexander Hamilton Fellow (august 1991 - mai 1992). A obținut titlul știițific de doctor în economie, specialitatea finanțe și circulație bănească (1989).
După absolvirea facultății, a lucrat în Ministerul Finanțelor, ca economist, inspector financiar, șef serviciu și apoi director general la Direcția Control de Stat București. În paralel cu activitatea profesională, a fost și cadru didactic asociat la ASE București, catedra Finanțe-Bănci.
A fost membru în Partidul Democrației Sociale din România și membru al Biroului Executiv Central al PDSR. La data de 28 mai 1992, a fost numit în funcția de secretar de stat la Ministerul Economiei și Finanțelor. În Guvernul Nicolae Văcăroiu, a îndeplinit funcția de ministru de stat, ministrul finanțelor (19 noiembrie 1992 - 11 decembrie 1996).
A fost ales ca deputat de Olt în două legislaturi pe listele PDSR (1996-2000 și 2000-2004). În prima legislatură a fost vicepreședinte al Comisiei pentru buget, finanțe și bănci din Camera Deputaților, membru al Comisiei Parlamentului României pentru Integrare Europeană și vicelider al Grupului parlamentar al Partidului Democrației Sociale din România (din 11 iulie 1997). În cea de-a doua legislatură, a fost președinte al Comisiei pentru buget, finanțe și bănci (până în 17 martir 2004), președinte al Comisiei comune a Camerei Deputaților și Senatului pentru controlul execuției bugetului Curții de Conturi pe anul 2001 și 2002. A demisionat din Parlamentul României la data de 11 octombrie 2004, fiind înlocuit de Virgil Delureanu.
În paralel cu activitatea de deputat, în anul 2000, Florin Georgescu a fost membru în Consiliul de Administrație al Băncii de Investiții și Dezvoltare (BID), instituție controlata de controversatul om de afaceri Sorin Ovidiu Vântu, precum și președinte al Camerei Auditorilor Financiari din România.
Între anii 2004 și 2024 a deținut funcțiile de prim-viceguvernator și vicepreședinte al Consiliului de administrație al BNR. De asemenea, este profesor universitar doctor la ASE București, conducător științific de doctorat.
La data de 2 februarie 2007, președintele României, Traian Băsescu, i-a conferit Ordinul "Meritul Industrial și Comercial" în grad de Mare Ofițer, pentru "cea mai spectaculoasă perioadă de creștere de după de cel de-al Doilea Război Mondial", cu această ocazie fiind decorat întregul Consiliu de Administrație al BNR.

## Lucrări publicate
Profesorul Florin Georgescu este autor a peste o sută de articole și lucrări științifice publicate în revistele de specialitate din țară și din străinătate. Menționăm următoarele: 
- Finanțe publice (EDP, București, 1999; reeditată de mai multe ori în 1999, 2004, 2006, 2007, 2008 etc.) - în colaborare cu Iulian Văcărel, Florian Bercea și alții
- Starea economico-socială a României în anul 2000 (Ed. Expert, 2002)